# Bynum (Montana)
Bynum es un lugar designado por el censo (en inglés, census-designated place, CDP) ubicado en el condado de Teton, Montana, Estados Unidos. Según el censo de 2020, tiene una población de 28 habitantes.

## Geografía
La localidad está ubicada en las coordenadas 47°58′5″N 112°18′59″O / 47.96806, -112.31639. Según la Oficina del Censo de los Estados Unidos, tiene una superficie de 4.22 km², correspondientes en su totalidad a tierra firme.

## Demografía
Según el censo de 2020, hay 28 personas residiendo en la localidad. La densidad de población es de 6.64 hab./km². El 85.71% de los habitantes son blancos y el 14.29% son de una mezcla de razas. Del total de la población, el 10.71% son hispanos o latinos de cualquier raza.